# خيفانة خيفاء
الخَيْفَانَة الخَيفَاء أو الخَيْفَانَة الخَيفَانِيَّة هي نوع حيوانات أولية طفيلية من جنس الخيفانة وطائفة المثقوبات وشعبة الديدان المسطحة، تتطفّل على الإنسان.